# Welzijn
Welzijn verwijst naar een zekere mate van materiële en immateriële tevredenheid.
In de economie wordt vooral gesproken over dat aspect van welzijn dat wordt aangeduid door het woord 'welvaart'. Dit is de mate waarin de bevolking zich in zijn behoeften bevredigd acht. Dat heeft als consequentie dat het niet alleen om materiële dingen, maar ook om immateriële zaken gaat. Zo kan bijvoorbeeld het weer of het politieke klimaat van invloed zijn op het welzijn, maar ook de hoeveelheid producten die de consument kan kopen, of het inkomen dat hij te besteden heeft. Hieraan gekoppeld kan ook het inkomen van de buurman een rol spelen, bijvoorbeeld in de situatie dat de buurman een nieuwe auto koopt, en de andere buurman zich dat zelf niet kan veroorloven. Dat kan tot wrijving en afgunst leiden, en tot verlaging van het welzijn.
Binnen het dagelijks leven heeft de term welzijn primair betrekking op de brede waaier van aspecten van de gezondheid. Dit wordt ook wel kwaliteit van leven genoemd, en duidt op een brede waardebepaling van het welzijn van individuen en gemeenschappen. De term wordt in zeer breed verband gebruikt, waaronder de terreinen van gezondheidszorg, politiek, ontwikkelingssamenwerking, enzovoorts. Welzijn mag niet worden verward met welvaart (levensstandaard) die primair een financieel-economische inslag heeft. Tot de standaardindicatoren van welzijn behoren niet alleen materieel bezit en werkgelegenheid, maar ook de woonomgeving, lichamelijke en geestelijke gezondheid, onderwijs, recreatie en sociale contacten.